# Башлынская битва
Башлынская битва — сражение между отрядом русской императорской армии под руководством генерал-майора Андрея Пестеля, который занял аул Башлы — столицу Кайтагского уцмийства, и объединёнными силами дагестанских обществ (октябрь 1818 года). Бои продолжались 4 дня. Русские войска, потеряв убитыми и ранеными до четверти личного состава, были вынуждены отступить к Дербенту.

## Предыстория
В первой половине XIX века началась крупномасштабная экспансия Российской империи на Кавказ, чему пытались противостоять местные народы.
От уцмия Адиль-хана, правителя Кайтага, который был сравнительно лоялен России, другие горские правители потребовали перекрыть русским дорогу из Кизляра в Дербент, шантажируя тем, что его племянники, находящиеся в Аварии, имеют не меньше прав на престол Кайтага, чем он.
В ответ Алексей Ермолов, командующий Отдельным Кавказским корпусом, выдвинул из Кубы через Дербент отряд генерала Пестеля, состоявший из 2-х батальонов пехоты (2 тысячи солдат) при 6 орудиях, и приказал остановиться в долине реки Дарвагчай. По его замыслу, присутствие войск должно было не дать прервать сообщение между Кизляром и Дербентом, создав угрозу Мехтуле и Акуше, тем самым не позволив им выслать подкрепления в Чечню.

Свой план по развалу горского сопротивления Ермолов изложил в письме Пестелю:
Заставьте акушинский народ помышлять о собственной защите, и они оставят мысль о нападении на уцмия и шамхала… Возьмите к себе беков, которых аварский хан возвратил в Кара-Кайтаг, и удержите их в Дербенте под присмотром — под предлогом, чтобы уцмий чего-нибудь против них не предпринял. Возьмите под покровительство свое Султан-Ахмеда, племянника уцмия, жившего в прошлом году в Дербенте, и объявите ему тайно, что он… будет получать от меня пенсию

## Подготовка
24 июля 1818 года Ермолов обратился к акушинскому, цудахарскому и остальным даргинским обществам, потребовав у них аманатов (заложников). Эти требования, однако, не были выполнены.
Неожиданно Пестель передислоцировал свой отряд от реки прямо в Башлы («главное в округе местечко»), либо получив обещание Ермолова о его встречном движении к Аксаю, чтобы быть ближе к основным силам, либо же он считал, что оттуда удобнее требовать аманатов, которых башлынцы дали ему. Это сразу ухудшило положение отряда, так как, в отличие от открытой равнины, где их солдаты всегда имели преимущество и могли использовать пушки, в глубине города пушки были бесполезны, а пехота стеснена. 
Жители Башлы, недовольные появлением русского отряда, попросили помощи у Султан-Ахмад-хана Аварского.  
Султан-Ахмед-хан Аварский, его брат Хасан-хан Мехтулинский, Мухаммад-кади Акушинский, Сурхай Казикумухский со своими сыновьями, Шейх-Али-хан Кубинский с зятем Абдуллой Ерсинским, все со своими отрядами собрались у Башлы. Их поддержали отряды других даргинских обществ, а также зять шамхала, которому этот союз обещал трон шамхальства после свержения пророссийского правителя. По русским данным, всего собралось около 20 000 ополченцев.
Жители Башлы первоначально были лояльны к русскому отряду, помогая строить укрепления, а некоторые даже приняли участие в оборонительных действиях, однако постепенно отношение к отряду стало враждебным.

## Битва

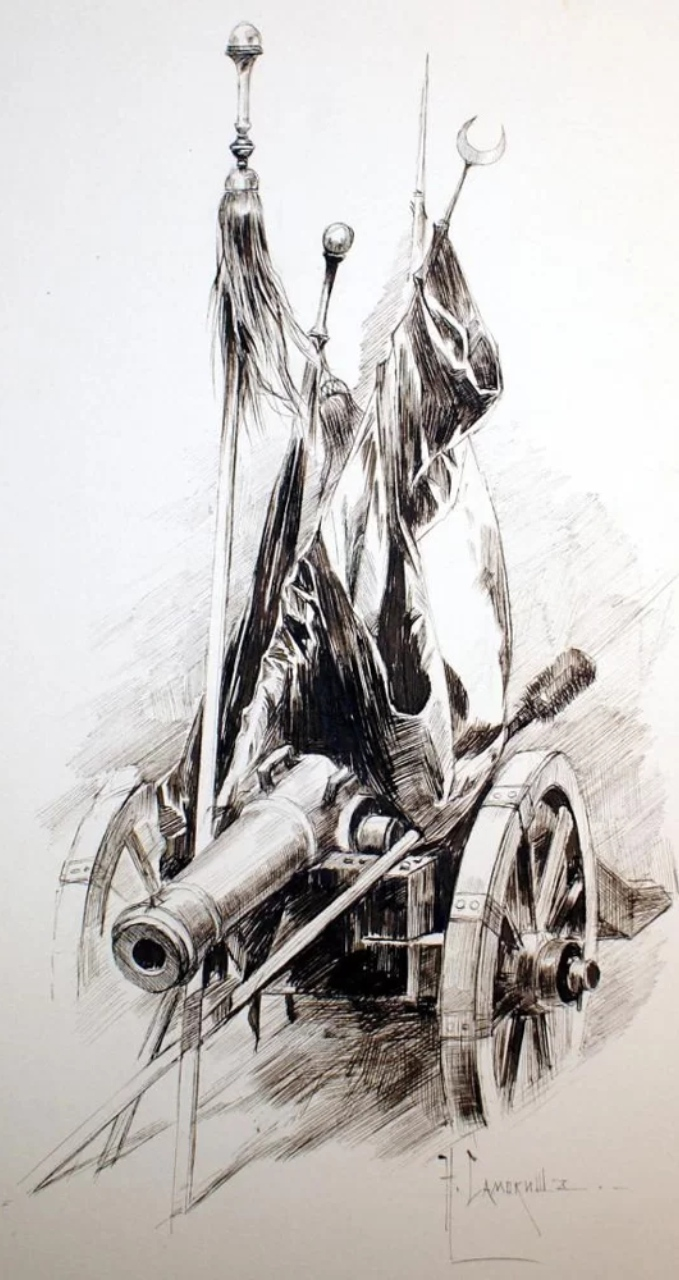
«Эскиз заставки с пушкой» Зарисовка худ. Николай Самокиш, 1894 год.

В 2 часа дня 23 октября 1818 года горцы начали штурм русских укреплений.
Отряд был застигнут врасплох, а Пестель заперся в башлынской цитадели, отстранившись от командования. Солдаты, размещённые в домах местных жителей, не смогли вовремя подняться по тревоге. После прорыва горцев в Башлы многим солдатам пришлось защищаться в одиночку, что привело к крупным потерям.
Два штаб-офицера попытались собрать вокруг себя уцелевших. Солдат переводили за оросительный канал, скапливая их у цитадели, удалось стянуть пушки. Укрывшись за каналом и массивными соснами, приступили к отражению наступления.
24 и 25 октября шли непрерывные столкновения, осаждённые сумели применить пушки, благодаря чему начались крупные потери наступавших. Башлынцы окончательно перешли на сторону атакующих и начали обстреливать пушки из домов с тыла, однако эти дома сразу же были подожжены солдатами.
Горцы перешли к правильной осаде и повели траншеи к линии обороны, таким образом приблизившись на 30 метров, но контратакой траншеи были очищены. Трое суток отряд без пищи и сна отбивал атаки.
26 октября осада ослабела из-за больших потерь среди атакующих, а также из-за сомнительных действий Шейх-Али-хана, чьи подчинённые занялись сбором «трофеев» — отыскивали трупы солдат и отрезали «уши и другие члены», набрав целый мешок «трофеев». После этого отряд Шейх-Али-хана и Абдуллы покинул Башлы и ушёл в Кубу. Как оказалось, впоследствии этот мешок был вручен персидскому шаху Аббас-Мирзе в обмен на деньги для найма войск.
Видя состояние осаждающих, русские командиры предприняли попытку ночью прорваться в Дербент, однако при прорыве их попытались остановить башлынцы, желавшие забрать своих аманатов. Солдаты подожгли дома, и башлынцы, вынужденные спасать своё имущество, не смогли противостоять прорыву.
Горцы преследовали русских несколько часов. Дороги были перекрыты засадами, мосты разрушены, придорожные сёла стали узлами обороны. С трудом пробившись до Уллучая, отряд ушёл с дороги и направился к морскому берегу. По береговой полосе они прошли к Дербенту.

## Последствия
В отчёте Пестель указал потери в 418 человек, 140 убитых и 278 раненых, но князь Мадатов в письме Ермолову даёт свои впечатления: убито и ранено более 500 человек, то есть четверть отряда. 

Далее Мадатов пишет:
Все до одного раненого солдата кричат, что погибали напрасно, и весьма ропщут на слабое командование генерал-майора Пестеля... Весь народ здешний крайне недоволен правлением генерала Пестеля, готов во всякую удобную минуту поднять оружие.
После подавления волнений Пестель взял и посадил в Дербентскую тюрьму 29 аманатов, в основном молодых и подростков из наиболее влиятельных башлынских семей — детей старшин, кадиев. Из них Ермолов повесил 17 взрослых, остальных, малолетних, «помиловали» и содержали при аманатском дворе в Дербенте. В указе Ермолова значилось:
«В разрешение рапорта ко мне Вашего превосходительства ... предписываю находящимся в Дербенте 12 человекам башлынских аманатчиков производить на содержание в сутки по 5-ти копеек дербентскими деньгами ... относительно же 17-ти человек башлынских аманатчиков, повешенных по моему предписанию ... нет надобности доносить о сем происшествии Государю-Императору, так как в краю здешнем высочайше представлена мне власть казнить смертью изменников России»
Как описывает Василий Потто:
«Отступление Пестеля, как и следовало ожидать, было принято горцами с победным торжеством. Дагестан ликовал, и гонцы его появлялись даже в мусульманских провинциях, разглашая всюду радостную весть об изгнании русских»
Скоро в Кайтаге началось ещё одно антироссийское выступление, возглавляемое членами уцмийского дома — Амир-Хамзой и Ибах-беком. В ночь с 3 на 4 сентября 1819 года князь Мадатов нанёс удар по их удельным сёлам. Бросив пехоту на Берикей, конницу он повёл на Уллу-Теркеме. Отряды Ибах-бека были разбиты, жители бросили свои сёла.
В январе 1819 года Ермолов писал, что от Башлы не осталось камня на камне.
К осени 1819 года уцмий Адиль-хан отворачивается от русских властей. Он назначил встречу с князем Мадатовым, которая прошла в Башлы. Мадатов увидел, что там уже много отстроенных домов и две оборонительные линии. Как пишут русские источники, здесь сосредоточилось около трех тысяч каракайтагцев и кабардинцев — кроме самих башлынцев, а также отряд Абдуллы-бека Ерсинского.
5 октября Мадатов атаковал Башлы. Применение артиллерии и угроза блокирования вынудили повстанцев оставить Башлы. Адиль-хан отвел войско в укрепленное поселение Симси, сосредоточилось около 4-х тысяч его войска. Князь Мадатов, вместо штурма и потери людей, пошёл на уловку, чтобы выманить уцмия: он двинулся на Янгикент, где у того располагалась резиденция. Уловка удалась, Адиль-хан оставил укрепление и бросился в Янгикент, на подходе к которому 22 октября его отряды были рассеяны, село с его домом уничтожили, а сам он ушёл в Акушу, где ему предоставили укрытие.

Битва стала очередным разрушительным эпизодом непосредственно для самого селения Башлы. Профессор Сакинат Гаджиева так описывает, в числе прочих подобных, это событие:
В 1877 г., как известно, за антиколониальное выступление жителей был до основания разрушен, сожжен крупнейший южнокумыкский аул Башлы и т.д. Отметим, что Башлы разрушался неоднократно и ранее. О его трагической судьбе Е.И. Козубский писал: «Башлы, четвертая резиденция уцмиев, были разорены 26-30 сентября 1722 г., в 1742 г. в них шах Надир, покорены Хатунцевым 28 июня 1812 г., осада в них Пестеля 13-16 октября 1818 г., взятие Мадатовым 22 октября 1819 г., сожжены 3 октября 1877 г.».